# ホージャ・アフマド・ヤサヴィー廟

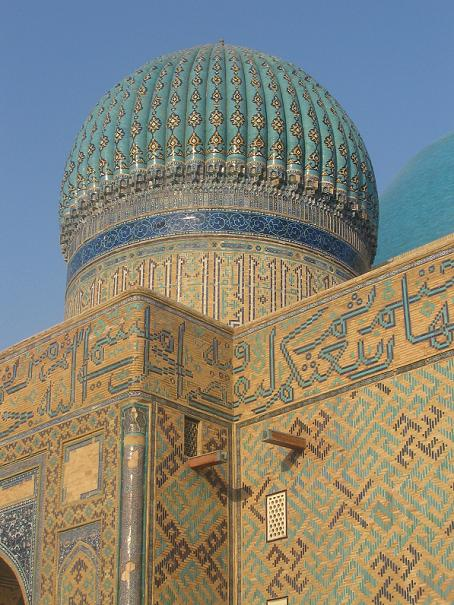
ドーム部分のズーム

ホージャ・アフマド・ヤサヴィー廟（カザフ語: Қожа Ахмет Яссауи кесенесі）は、カザフスタン南部のテュルキスタン市にある、未完成に終わった廟建築である。12世紀に活躍したスーフィー（聖者）であるホージャ・アフマド・ヤサヴィーと、歴代のヤサヴィー教団の指導者の墓が置かれている。中央アジアのイスラム教徒の聖地の一つであり、草原地帯ではヤサヴィー廟への参詣はメッカ巡礼に勝る善行と見なされていた。
カザフスタンにおけるユネスコの世界遺産第1号であり、2003年に指定された。

## 歴史
もともとこの土地にはホージャ・アフマド・ヤサヴィーの小さな廟建築が存在していた。ヤサヴィーは12世紀半ばに中央アジアのテュルク系遊牧民へのイスラーム化に尽力した人物で、カザフスタンのサイラムの出身だったが、のちにヤサ（現テュルキスタン市）移住したため、「ヤサヴィー」のニスバで呼ばれる。
14世紀末、ティムールの手によって1397年から2年がかりで現在の建築物が造営された。廟の建築を手がけたのは、ホージャ・フサイン・シーラーズィーとシャムス・アブドゥッラー・シーラーズィーだと考えられている。ティムールが廟を増築した理由については、遊牧民から敬意を払われているヤサヴィーの廟を改築することで、東方のモグーリスタンに居住する遊牧民の支持を獲得する意図があったと考えられている。ティムールが1405年に死亡したことにより、廟建築の継続は中止された。その後の統治者はこの廟にあまり関心を持たなかったため、ティムール建築の典型例が当時の姿のまま残った。 
テュルキスタンがロシアに編入された後も、ロシア革命直前まで廟に多くの参詣者が訪れた。1994年にはトルコ共和国との協定が締結されてアフマド・ヤサヴィー大学が創設され、トルコ政府の援助によって3,500万USドル以上をかけた廟の修復工事と周辺の整備が実施された。19世紀当時に廟の周囲を取り囲んでいた壁が復元され、古い街並みが日干しレンガで再現された。2003年に廟が世界遺産に指定された後、テュルキスタンの観光産業は急速に発展し、新しいホテルや廟を模した建物が建設された。

## 構造

廟の見取図

中央アジアにおける典型的なイスラーム建築の代表例であり、45.8m×62.7mの長方形で建設された。ペルシャからの建築家による設計により、高さ38.7メートルのダブル・ドームが建築されると同時に、煉瓦、モルタル、粘土が建築材料として使用された。ダブル・ドームには、緑色と金色のタイルがスカイ・ブルーの屋根を縁取る。全てをドームなどの屋根で覆われた廟の構造は、アナトリア半島に建てられたマドラサ（神学校）との類似性が指摘されている。
南のイーワーン（門）近くのミナレットは未完成のまま放置されており、被覆材が貼られていない。墓室に直接通じる北の入り口には美しいタイル装飾が施されているため、南北の入り口の建設時期は異なっているのではないかと推測されている。ミナレット部分の設計者は、ホージャ・フサイン・シーラーズィーと伝えられている。
直径20m、高さ40m、ズィヤラット・ハーネ（「参詣堂」の意）と呼ばれる大広間が廟の中心となっている。大広間にはティムールが寄進したと伝えられている大鍋が展示されており、鍋は7種類の金属の合金だと言われている。階段を上った参詣者は、願をかけて鍋の中に賽銭を投げ入れる。また、大広間にはミフラーブが存在していない。大広間の後ろに位置する北のリブドームの直下の部屋には、ヤサヴィーの墓が安置されている。廟内での撮影は禁止されており、ヤサヴィーの墓石を撮影しようとしてもフィルムが白く感光されるだけだと言われている。墓石はウグイス色の大理石で作られている。
廟はヤサヴィー教団に属する修行者の生活の場でもあり、大広間の周辺には大小の応接室、礼拝堂、図書館が置かれている。広間周辺の小さな暗い部屋には、かつては神との合一を得ようとする修行者が籠っていた。上階には、修行者や旅行者が利用していた宿泊所が置かれている。複雑な部屋の配置、それぞれの部屋の中にある複合的な凹みのために廟全体は完全な左右対称構造になっていないが、部屋の配置の美しさを高く評価されている。
廟の南には15世紀末から1975年まで使用されていたハンマーム（公共浴場）の遺構があり、オリエント風呂博物館に改装されている。

## 世界遺産

### 登録基準
この世界遺産は世界遺産登録基準のうち、以下の条件を満たし、登録された（以下の基準は世界遺産センター公表の登録基準からの翻訳、引用である）。
- (1) 人類の創造的才能を表現する傑作。
- (3) 現存するまたは消滅した文化的伝統または文明の、唯一のまたは少なくとも稀な証拠。
- (4) 人類の歴史上重要な時代を例証する建築様式、建築物群、技術の集積または景観の優れた例。